# SkyLine
SkyLine är ett hjälpmedel vid video- och filmproduktion och uppbyggd kring en Steadicam-rigg. SkyLine medger mjuka, stabila tagningar genom en konstruktion med en wireupphängd mekanik och motoriserad korg för fotografen. Skaparen av SkyLine är den svenske filmfotografen Dick Ying.